# Miòlnir

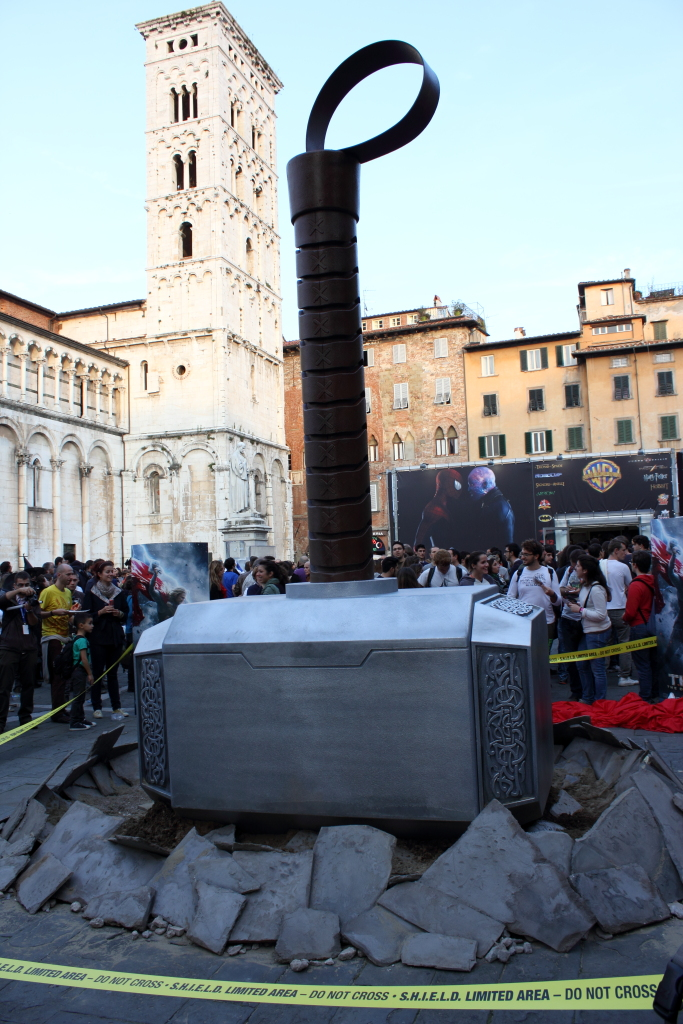
Miòlnir Tor

En la mitologia nordica, el martell Miòlnir (Mjǫllnir en norrè) és el martell de Tor.
Segons les fonts islandeses més tardanes, Miòlnir és descrit com una de les armes més temudes en la mitologia nòrdica; s'hi narra que és emprat per derrotar tots els que desafien la supremacia dels Æsir. Tot i que generalment és representat i descrit com un martell, de vegades se'l menciona com una destral o un garrot. Un dels mites més populars sobre el seu origen és narrat al Skáldskaparmál, on es menciona que els nans Sindri i Brok el forjaren i donaren a Tor com a part d'una aposta que els feu Loki.

## Etimologia
Mjǫllnir significa 'demolidor' i fa referència a la capacitat de polvoritzar del martell. Està relacionat amb el verb islandès mölva (aixafar) i mala (moldre). De paraules semblants, totes provinents de l'arrel protoindoeuropea melə se'n poden trobar a la majoria de les llengües europees: les paraules eslaves melvo (demolir) i molotu (martell), l'holandesa meel (moldre), la russa молот (martell), la grega μύλος (molí), les paraules llatines malleus (martell) i mola (molí) i les angleses meal (moldre), mill (molí) i mallet (maça).
S'ha suggerit també que el nom a més de reflectir els fabulosos poders de Miòlnir també podria al·ludir a la natura agricultora de Tor, atès que en els seus inicis era una divinitat adorada pels agricultors. Una teoria alternativa suggereix que Miòlnir podria estar relacionat amb la paraula russa молния i la gal·lesa mellt (totes dues traduïdes per 'raig'). Aquesta segona teoria es relaciona amb la idea que Tor era el déu del tro, per la qual cosa podria haver emprat raigs com a arma.

## Mite nòrdic

Diferents formes de Miòlnir emprades pel paganisme nòrdic
----
A = forma finesa (Ukonvasara)
B = forma sueca
C = forma islandesa

Miòlnir és l'arma més temible de l'arsenal dels déus i és emprada per eliminar qualsevol que intenti soscavar la supremacia dels Æsir. És mencionat com un garrot, una destral i un martell. Miòlnir posseïa moltes característiques màgiques com la de poder colpejar tan fort com Tor volgués, des d'un lleu toc fins a un terrible cop que destruïa muntanyes. També es deia que el tro i el raig eren conseqüència del cop del martell i que el martell comptava amb la capacitat d'encongir-se tant com per ser guardat en una túnica i després engrandir-se per utilitzar-se en combat.
Els déus nòrdics eren tan poderosos com les eines i armes que tenien. Miòlnir és un arquetip crucial per a la supervivència i perpetuació dels nòrdics i els seus costums. En el context mític, es pot concloure que sense Miòlnir, l'habilitat de Tor de mantenir l'equilibri còsmic hauria estat constantment amenaçada pels gegants, la serp del món i els déus imprudents.
Miòlnir és amb freqüència representat amb un mànec corbat. La runa Tiwaz, la qual es pensa que s'utilitzava com un símbol del déu Týr, també podria haver estat una forma de representar el martell de Tor.
Tot i que Tor tenia diversos objectes màgics formidables, tals com el seu carro, el seu cinturó de poder i guants de ferro per aixecar Miòlnir, és el martell el punt central de moltes de les seves aventures.
De vegades Miòlnir és utilitzat com una arma llancívola, la qual es deia que sempre trobaria el seu camí de tornada a Tor, tot i que generalment és emprat com un martell de guerra normal. Possiblement hi havia una relació entre el martell llancívol de Tor i els destrals llancívols francisca utilitzats pels francs.
Certs mites nòrdics fan referència als poders de Miòlnir per enfortir la virilitat masculina i la fertilitat femenina.

### Edda prosaica

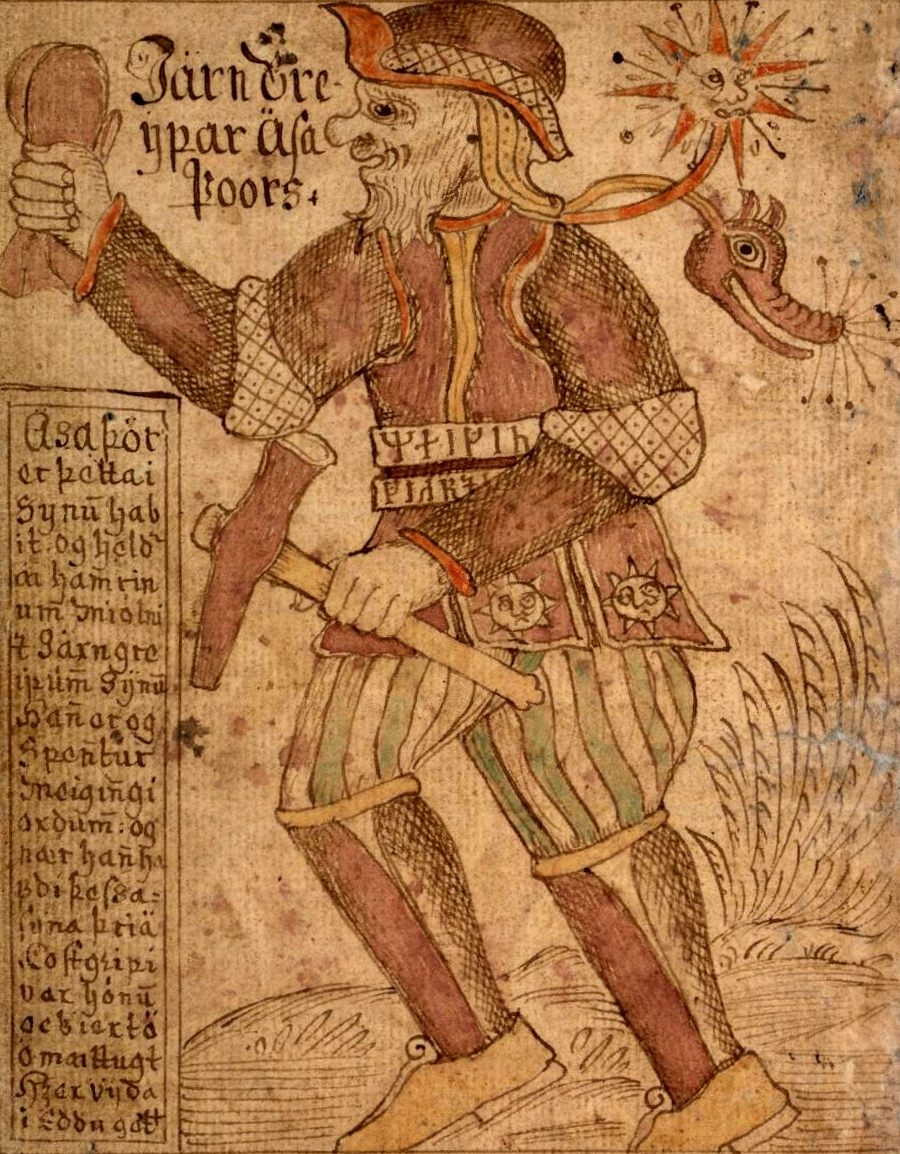
Tor amb el seu martell. Representació islandesa del.

La versió més popular del mite sobre la creació de Miòlnir es troba al Skáldskaparmál de l'Edda prosaica, de Snorri Sturluson. En una de les narracions, Loki talla els cabells de Sif, la dona de Tor, que, enfurit, fa prometre a Loki que els recuperaria. Per això Loki ha de recórrer als nans, els fills d'Ivaldi, que eren uns artesans famosos. Aquests creen objectes preciosos per als déus, com la llança d'Odín, Gungnir i el vaixell de Frei, Skíðblaðnir. Després Loki aposta el seu cap contra Sindri (o Eitri) i el seu germà Brok que mai no serien capaços de crear objectes tan meravellosos com aquells fets pels fills d'Ivaldi. Tots dos germans accepten l'aposta i comencen a treballar-hi. Sindri posa la pell d'un porc a la farga i diu al seu germà Brok que no pari de bufar amb la manxa fins que torni. Una mosca, que en realitat era Loki disfressat, mossega Brok al braç, però ell continua bufant. Després Sindri retira Gullinbursti, el porc senglar de Frei amb truges brillants i posa or a la farga i reitera l'ordre a Brok. Loki torna de nou sota la forma d'una mosca i el mossega al coll, però de nou no passa res i Sindri retira Draupnir, l'anell d'Odín. Després Sindri col·loca ferro a la farga i reitera a Brok que continuï bufant amb la manxa. Loki, un altre cop en forma de mosca, el mossega a la parpella i comença a sagnar, però Brok no s'atura. Quan Sindri torna retira de la farga Miòlnir, el mànec era una mica curt (s'emprava amb una sola mà) i no era perpendicular al cap. Tot i que Sindri i Brok guanyaren l'aposta, Loki se les va enginyar per evitar pagar-la, argüint que havien de tallar-li el coll i això no era part de l'aposta. Llavors Brok va cosir els llavis a Loki per donar-li una lliçó.
La narració sobre quan Brok lliura el martell a Tor i explica les seves bondats i el posterior judici que emeten els déus sobre el seu treball i les característiques del martell és narrat per Snorri Sturluson a l'Edda prosaica.
| «                                                 | XLIII. Després donà el martell a Thor, i digué que podria colpejar tan fort com desitgés absolutament tot el que es trobés al davant seu, i el martell no fallaria; i si el llançava a qualsevol cosa, mai no fallaria, i mai no volaria tan lluny com per no tornar a les seves mans; i si ho desitjava, podia portar-lo entre la roba, atès que era petit; tot i que això era un defecte en el martell, el seu mànec era una mica curt. Això fou el que decidiren: que el martell era el més preciós de tots els treballs i era la millor defensa contra els gegants del gebre. | » |
| — Snorri Sturluson. Skáldskaparmál, Edda prosaica | |   |

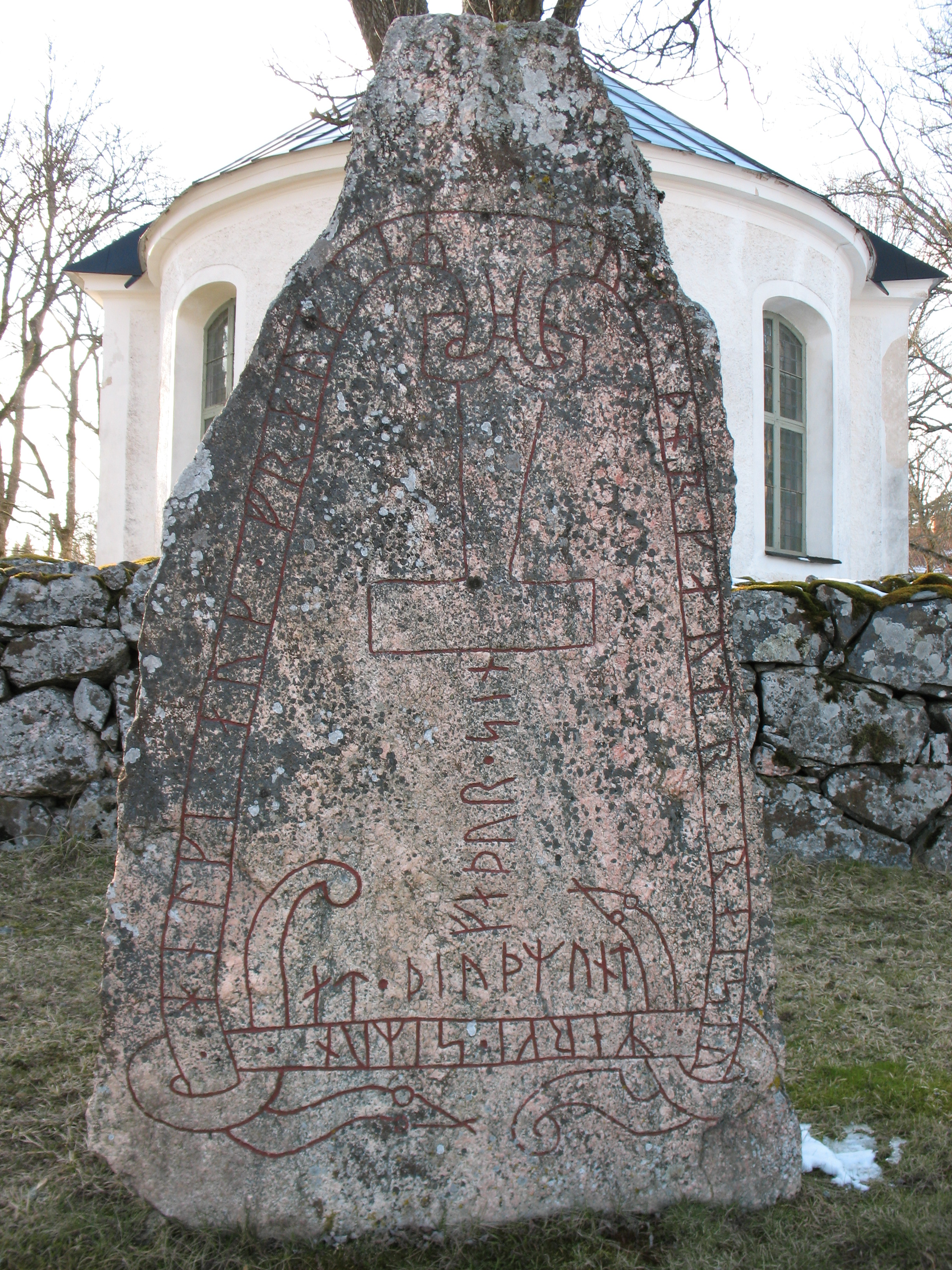
L'estela rúnica a Stenkvista, a Södermanland, Suècia, mostra el martell de Tor.

També es narra el duel entre el poderós gegant Hrungnir, el cap i l'escut del qual eren roques i la seva arma era una gegantesca pedra d'esmolar. En la campanya llança la pedra a Tor, qui envesteix contra el gegant i en l'aire amb el seu martell fa miques la pedra i arriba fins al cap del gegant, que cau mort.
A Gylfaginning s'hi narren diverses aventures dels viatges de Tor i on el seu martell fou la seva única arma. A la primera menció que es fa del martell en aquesta obra se'l descriu com una de les més precioses possessions de Tor i del temor que provocava entre els seus enemics. Es diu que era conegut pels gegants del gebre i que quan Tor alçava el seu martell els seus enemics sabien que no tenien més esperances; amb ell havia esclafat molts cranis de gegants. Un dels casos descrits és la mort del gegant que va construir, a base d'enganys per obtenir Freya, part de les muralles de l'Asgard. Quan el gegant es veié descobert, recuperà la seva aparença original i els déus criden Tor, qui arriba ràpidament amb Miòlnir en l'aire. D'un únic i encertat cop amb el martell, Tor fa miques el crani del gegant i l'envia al Niflhel.
Un ús del martell com arma llancívola és mencionat a l'aventura que emprèn Tor per pescar la serp de Midgard, Jormungand. La serp mossega la carn que havia preparat Tor amb el cap d'un bou, el déu recull la corda fins a tenir la serp al costat de la barca i es prepara per abatre-la, però el gegant Hymir, que l'acompanyava, tement pel verí que expulsava la serp, tallà la corda. Tor, en veure que la serp s'enfonsà en les profunditats, li llança el martell, si bé no la matà.
Un dels usos més peculiars que donava Tor al seu martell era com a element màgic regenerador i donador de vida. Tor sempre que necessitava alimentar-se matava i cuinava les cabres que tiraven del seu carruatge, després ajuntava els ossos i amb Miòlnir regenerava la carn i els donava vida de nou.
Al final de l'obra on es narren els fets del Ragnarök, després de la mort de Tor, els seus fills Modi i Magni heretaran el poderós martell.

### Edda poètica
Al poema de l'Edda poètica de Snorri Sturluson titulat Þrymskviða, que és potser la més còmiques de les proves de Tor, s'hi narra que el gegant Þrymr robà el martell de Tor i després demanà la deessa Freia com intercanvi. Loki, el déu notable pels seus enganys, conspirà amb els altres Æsir per recuperar Miòlnir disfressant Tor com Freia i presentant-lo com la deessa a Þrymr. Þrymr donà un banquet en honor de la futura unió i caigué ingènuament en el parany. Incapaç de contenir la seva passió per la seva nova donzella de llargs cabells rossos, Þrymr s'apropà a la núvia i li col·locà Miòlnir a la falda, i Tor aleshores agafà el seu martell, es tragué la disfressa i matà Þrymr i tota la cohort de gegants.